# Asa Branca (Goiânia)
Asa Branca é um pequeno bairro do município de Goiânia, capital de Goiás, na região norte da cidade, próximo às margens da BR-060.
O bairro, conurbado com o Jardim Guanabara, foi fundado no final da década de 1990 e ficou, durante vários anos, sem infraestrutura até que anos depois recebeu asfalto, rede de água e esgoto ao mesmo tempo. Atualmente, possui duas praças e uma escola municipal.
Segundo dados do Instituto Brasileiro de Geografia e Estatística (IBGE), divulgados pela prefeitura, no Censo 2010 a população do Asa Branca era de 755 pessoas.